# Braggova rovnice

Interakce rentgenových paprsků s atomy v krystalu

Braggova rovnice (také Braggův zákon) definuje vztah vlnové délky rentgenového záření a vzdálenosti mezi atomovými vrstvami v krystalu k úhlům, pod kterými se dopadající rentgenový paprsek odráží. Rovnici definoval v roce 1912 britský vědec a nositel Nobelovy ceny William Lawrence Bragg. Braggova rovnice je speciální případ Laueho difrakce.
Braggův zákon se stal mocným nástrojem pro další výzkum vlastností krystalů. Kromě rentgenového záření, u kterého byl jev pozorován jako první, vykazují difrakci na krystalech i urychlené elektrony, protony nebo neutrony. Vztahuje se tedy na všechny druhy záření, která mají vlnovou délku srovnatelnou se vzdálenostmi mezi atomy.
Tento objev umožnil zjištění atomové struktury nerostů i organických látek, například i strukturu DNA. William Lawrence Bragg spolu se svým otcem za tento objev dostal v roce 1915 Nobelovu cenu za fyziku. Stal se tak nejmladším laureátem Nobelovy ceny za fyziku, neboť ji obdržel ve věku 25 let.  

## Historie
Na konci 19. století nebylo známé složení rentgenových paprsků. Část vědců byla přesvědčena, že rentgenové paprsky jsou proudy částic, jiní, že je to vlnění. Německý fyzik Max von Laue (1879–1960) při pokusech v roce 1912 dokázal, že rentgenové paprsky jsou vlnění. V roce 1914 obdržel Nobelovu cenu za fyziku za objev ohybu (difrakce) rentgenových paprsků na krystalech.

Model kubického krystalu se vzájemně rovnoběžnými rovinami (krystalová mřížka)

Britský vědec William Henry Bragg (1862–1942) a jeho syn krystalograf William Lawrence Bragg (1890–1971) jako první navázali na objevy Max von Laueho. Při experimentech zjistili, že rentgenové záření dopadající na povrch krystalů vytváří po odrazu od těchto látek překvapující vzor. Sestavili přístroj (metoda otočného krystalu), ve kterém mohl být krystal otočen do přesných úhlů při měření odrazu paprsků. To jim umožnilo měřit vzdálenosti mezi atomovými vrstvami v řadě jednoduchých krystalů.
Pro vysvětlení svých experimentů modelovali krystal jako jednotlivé navzájem rovnoběžné roviny vzdálené od sebe o vzdálenost d. V těchto rovinách se nacházely atomy tvořící příslušný krystal. Každá sada rovnoběžných rovin mřížky daného krystalu má charakteristickou vzdálenost rovin mřížky d a charakteristický úhel {\displaystyle \theta }. Jestliže vlny odražené od atomů nacházejících se v různých rovinách navzájem interferují, vytvoří dopadající záření po odrazu interferenční maximum. Tato hypotéza byla později potvrzena.

## Princip

Braggova rovnice. Dva paprsky se stejnou vlnovou délkou a fází jsou rozptýleny pod úhlem sinθ od dvou různých atomů uvnitř krystalické pevné látky. Spodní paprsek prochází delší dráhou 2dsinθ. Konstruktivní interference nastává, když se tato délka rovná celočíselnému násobku n vlnové délky záření.

Rentgenové paprsky mají vlnovou délku srovnatelnou se vzdálenostmi atomů v pevných látkách. Pokud zasáhnou krystal, velká část záření pronikne bez překážek skrz krystal. Malá část záření je však krystalem vychýlena (ohnuta). Tento jev se nazývá rentgenová difrakce (ohyb). Pokud je za krystalem umístěn vhodný detektor (například fotografická deska), vytvoří na něm vychýlené paprsky charakteristické vzory.
Příčinou difrakce je rozptyl rentgenových paprsků na jednotlivých atomech krystalové mřížky. Rentgenového záření se znatelně odráží pouze v těch směrech, ve kterých dojde k jeho interferenci (skládání vlnění). Tuto podmínku popisuje Braggova rovnice:
{\displaystyle n\lambda =2d\,\sin(\theta )}
kde
- d je vzdálenost mezi rovnoběžnými rovinami mřížky,
- {\displaystyle \lambda } je vlnová délka rentgenového záření,
- {\displaystyle \theta } je úhel mezi rentgenovým paprskem a rovinou mřížky,
- n je přirozené číslo, které označuje pořadí difrakce (celočíselný násobek n vlnové délky záření)

## Rentgenová krystalografie

Podle odchylky úhlu 2θ způsobuje fázový posun vlnění konstruktivní interferenci (levý obrázek) nebo destruktivní interferenci (pravý obrázek).

Na základě experimentů a zákonitostí objevených Williamem Lawrence Braggem (jeho předchůdci i následovníky) vznikla rentgenová krystalografie. Je to v současnosti základní metoda pro určování krystalových struktur.
Používané rentgenové záření má vlnovou délku kolem 10−10 m, což je oblast meziatomových vzdáleností. Proto je možné metodu použít k určování poloh atomů v základních stavebních strukturách krystalických látek – v elementární (základní) buňce a krystalové mřížce.
Metoda je založena na difrakci (ohybu) rentgenového záření na krystalové mřížce. Ohybem a interferencí (skládáním) záření, které jí prochází, se dostane difrakční obraz vykazující maxima intenzity (konstruktivní interference) a minima intenzity (destruktivní interference). Tento obraz je vlastně matematickou transformací krystalové mřížky. Z rozmístění maxim a jejich intenzit pak lze získat informaci o struktuře krystalové mřížky.